# Nemognatha explanata
Nemognatha explanata är en skalbaggsart som beskrevs av Enns 1956. Nemognatha explanata ingår i släktet Nemognatha och familjen oljebaggar. Inga underarter finns listade i Catalogue of Life.